# Banholz
Banholz ist eine Einöde auf der Gemarkung Dietmanns von Bad Wurzach im Landkreis Ravensburg.

## Lage
Banholz liegt am Westrand des Wurzacher Rieds, im Naturraum Riß-Aitrach-Platten (Naturraum-Nr. 41), der Teil der Großlandschaft Donau-Iller-Lech-Platte (Großlandschaft-Nr. 4) ist.
Geografisch befindet sich Banholz etwa:
- 300 m nordöstlich von Riedhöfe
- 350 m südöstlich vom Knobelhof
- 350 m südlich des Ortsrands von Unterschwarzach[4]

Rund 80 m südöstlich von Banholz beginnen die Moore des Wurzacher Rieds und grenzt direkt an das Naturschutzgebiet Wurzacher Ried, das Vogelschutzgebiet Wurzacher Ried und das FFH-Gebiet Wurzacher Ried und Rohrsee.
Hydrologisch liegt die Siedlung im Gewässereinzugsgebiet des Wengener Mühlbachs, welcher über Aitrach, Iller und Donau in das Schwarze Meer entwässert.

## Verkehrsanbindung
Banholz ist über eine schmale asphaltierte Straße nach Nordwesten an den Gemeindeverbindungsweg angeschlossen welcher Unterschwarzach an der B 465 über Riedhöfe, Ziegolz, Wengen, Kramers und Bulachs mit Haidgau verbindet.

### Öffentlicher Personennahverkehr
Der nächste Bahnhof ist in Bad Wurzach. Mit dem Pkw sind es ca. 6,2 km. Mit dem Fahrrad gibt es zwei Routen: Eine teilweise geschotterte Strecke über Unterschwarzach und Iggenau mit etwa 6,3 km Länge (44 Höhenmeter bergauf, 53 Höhenmeter bergab) oder eine asphaltierte Route über Riedhöfe, Ziegolz, Wengen, Kramers, Bulachs, Haasen und den Brodbacher Hof mit einer Länge von 11,1 km (67 Höhenmeter bergauf, 76 Höhenmeter bergab).
Die nächste Bushaltestelle ist in Unterschwarzach.

### Radverkehr
In Banholz selbst gibt es keine Radwege und ist auch nicht an das Radnetz Baden-Württemberg angeschlossen. Der nächste Anschluss an das Radnetz und Radwege ist in Unterschwarzach, etwa 1,2 km entfernt.